# Edme Philipot
Edme Philipot, né le 23 novembre 1865 à Châtel-Gérard et mort le 20 janvier 1945 à Bourgneuf-Val-d'Or, est un général de division français, grand-croix de la Légion d'honneur et médaillé militaire.
Saint-cyrien, il se distingue durant la pacification du Maroc, à la tête d'un bataillon du 4e régiment de tirailleurs tunisiens (4e RTT) en 1911-1912, ce qui lui vaut d'être promu officier de la Légion d'honneur. Au cours de la Première Guerre mondiale, il commande successivement le 340e régiment d'infanterie, la 58e brigade d'infanterie, la 14e division d'infanterie d'août 1916 à juin 1918, puis, promu général de division, le 2e corps d'armée jusqu'à la fin de la guerre. Il est cité quatre fois et promu commandeur de la Légion d'honneur en 1917. En 1926, il siège au Conseil supérieur de la guerre et devient inspecteur général de l'infanterie. Il est élevé à la dignité de grand-croix en juillet 1927 après 42 ans de services, 9 campagnes et 4 citations puis décoré de la médaille militaire en juillet 1930.

## Distinctions
- Médaille militaire (8 juillet 1930)
- Grand-croix de la Légion d'honneur (7 juillet 1927)[2]
  - Grand officier le 4 août 1921
  - Commandeur le 10 juillet 1917
  - Officier le 10 décembre 1912
  - Chevalier le 29 décembre 1910
- Croix de guerre 1914–1918 (4 citations)
- Médaille commémorative du Maroc
- Ordre du Bain (Royaume-Uni)
- Commandeur de l'ordre de Léopold (Belgique)
- Croix de guerre (Belgique)